# Cancer magister
Cancer magister är en kräftdjursart som beskrevs av James Dwight Dana 1852. Cancer magister ingår i släktet Cancer och familjen Cancridae. Inga underarter finns listade i Catalogue of Life.
I USA kallas krabban för Dungeness Crab och är en viktig art för fiskarna i Kalifornien, som vanligtvis fångat krabbor för 50 - 80 miljoner dollar per säsong . På grund av ett varmare klimat som leder till algblomningar har krabbfiskarna fått eländiga fångster. I en uppmärksammad rättegång har de stämt 30 oljebolag.

## Bildgalleri

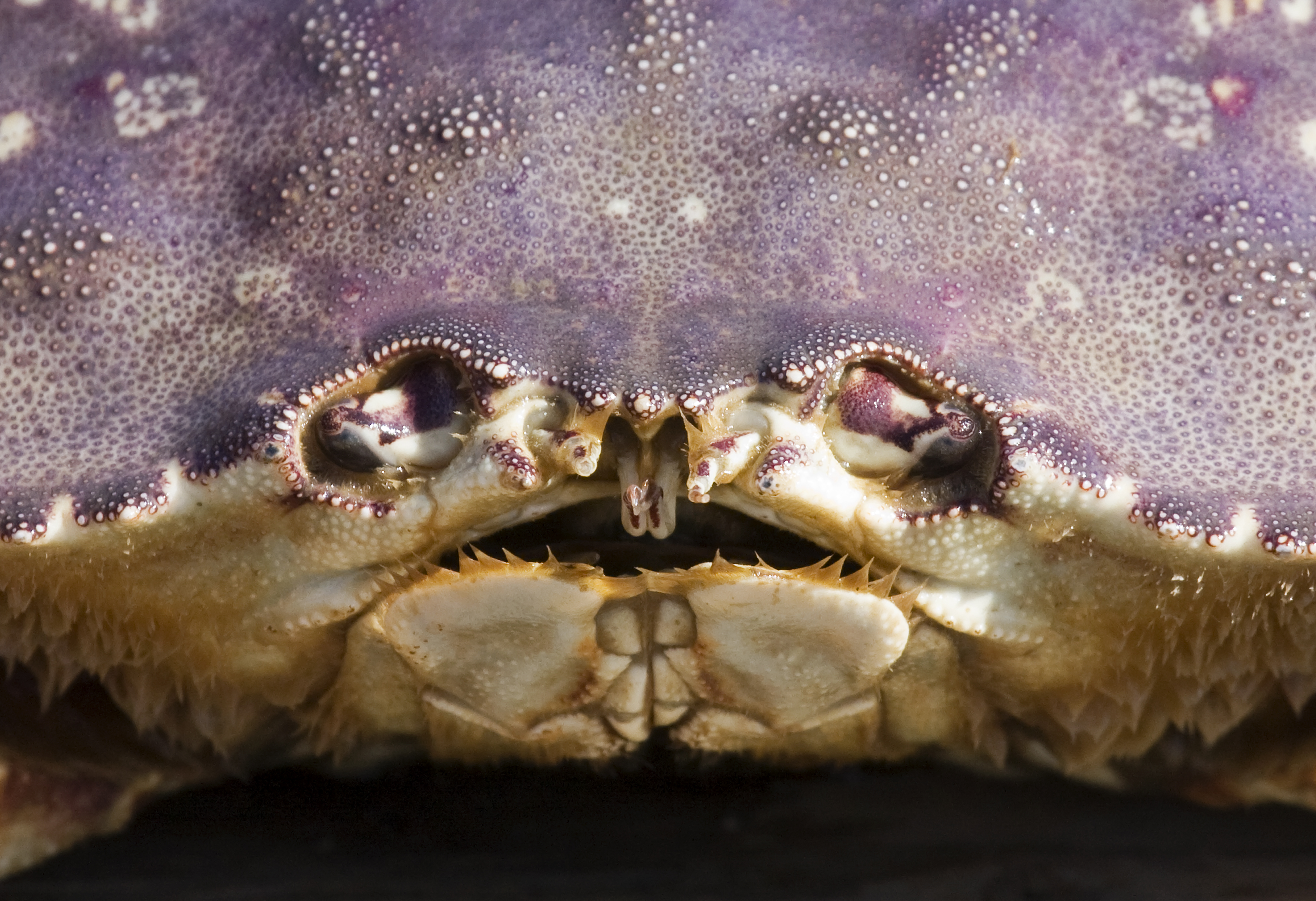
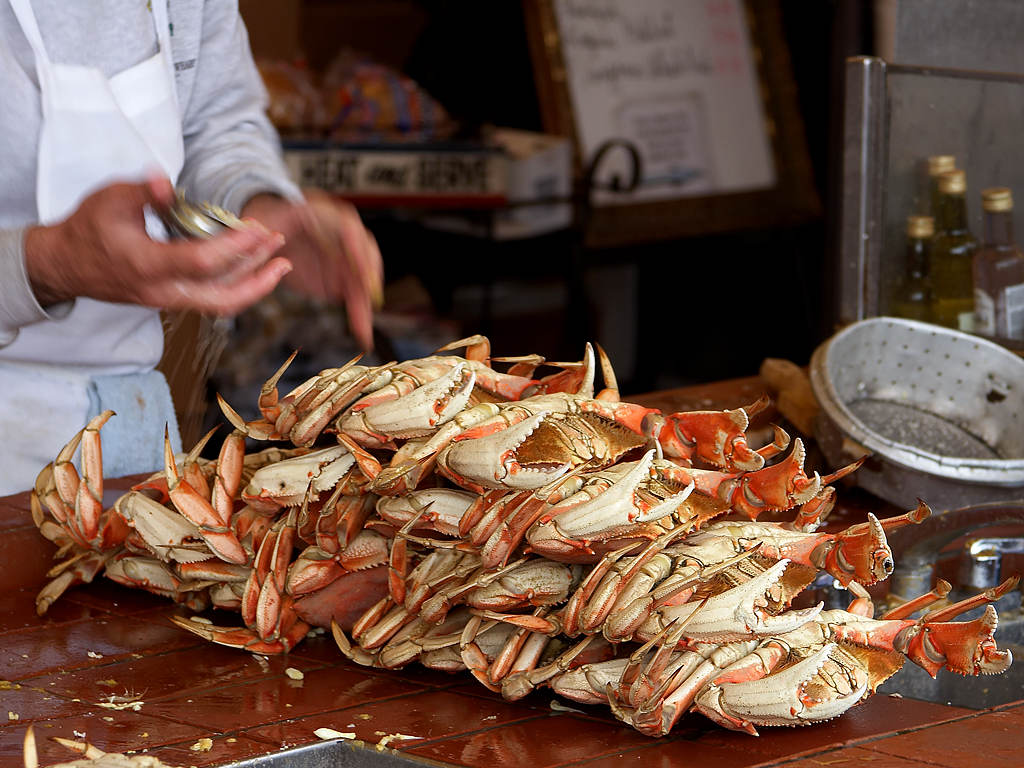
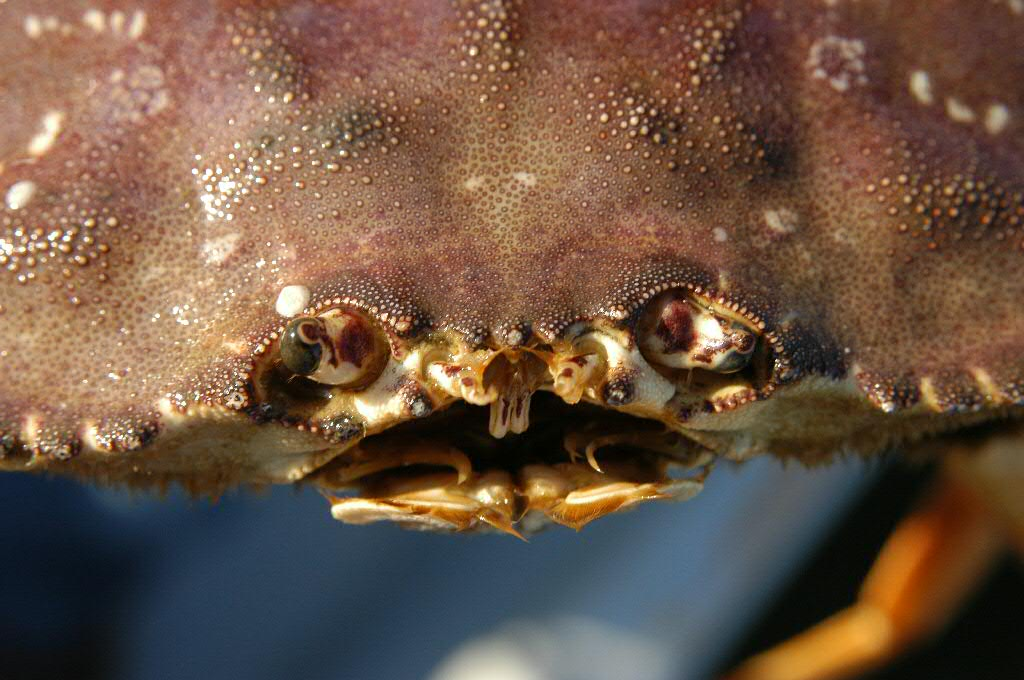
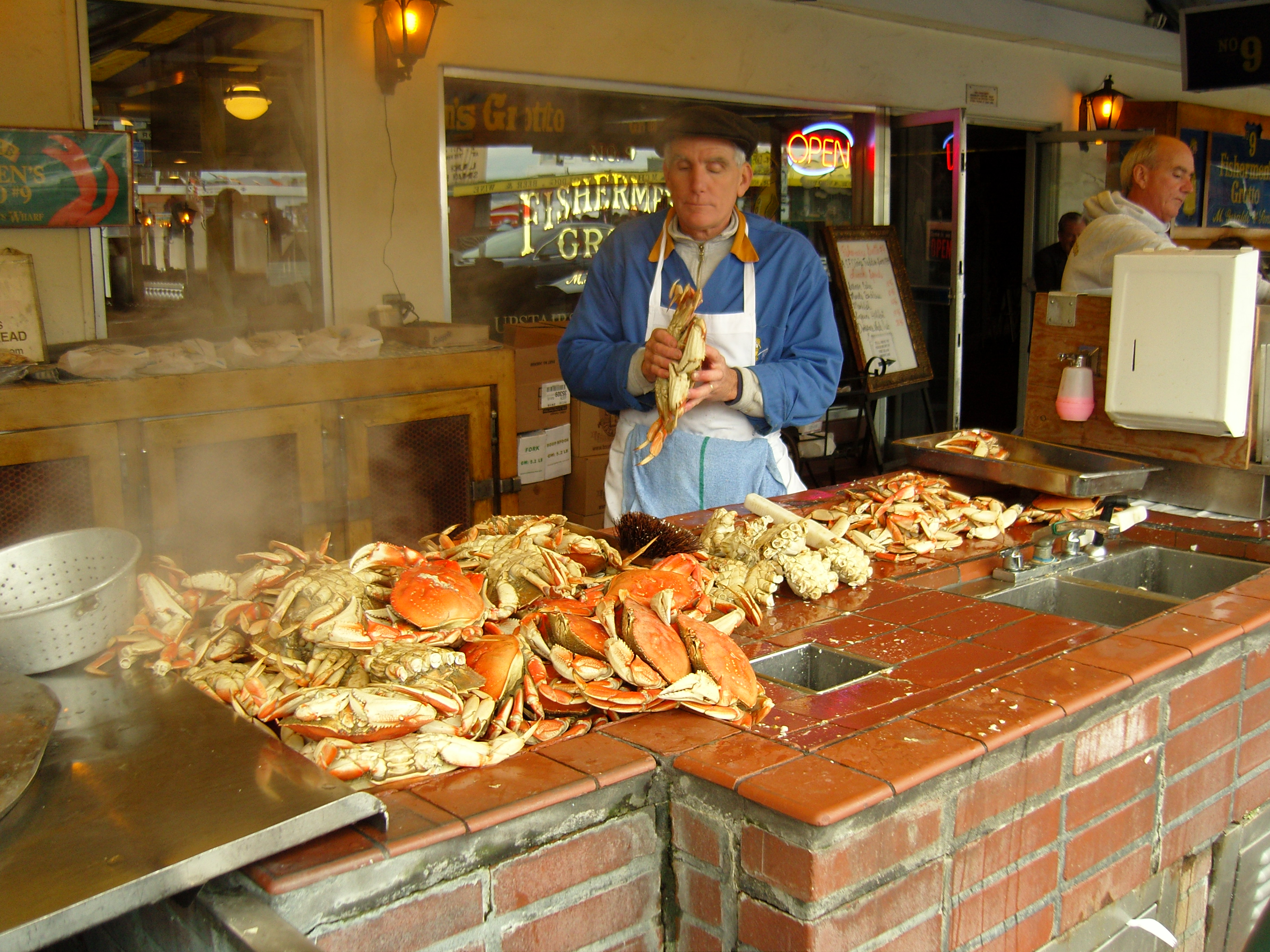